# Bjorli
Bjorli (eller Bjørli) er et lille turiststed i Lesja kommune i Innlandet (til og med 2019 Oppland) fylke i Norge. Europavej E136 passerer gennem Bjorli, som ligger 574 meter over havet, i retning øst-vest. I Bjorli er der flere hoteller og pensionater. Bjorli ligger på Raumafloden nær den vestlige kommunegrænse.

## Etymologi
Navnet er afledt af floden "Bøvra", hvis navn kommer fra gammelnorsk "bjørr"/"bifr" = bæver; betydningen er således "lien (skråningen) ved bæverfloden".

## Skisportssted
Bjorli er et velkendt skisportssted. Stabile sneforhold giver Bjorli en lang skisæson, som varer fra november til maj. Klimaet gør, at sneen gennem en stor del af vinteren er forholdsvis tør.
Bjorli skicenter har 11 nedfarter i alle sværhedsgrader med en samlet længde på 19,3 kilometer samt seks lifte. Netværket af lifte går helt op til 1.250 meter over havet, hvilket svarer til 675 vertikale højdemeter. På grund af de lokale sneforhold og muligheden for produktion af kunstsne, er skicenteret ofte først til at åbne for sæsonen. Anlægget råder også over sin terrænpark med blandt andet en halfpipe.
Et vigtigt grundlag for åbningen af skiområdet var jernbanestationens åbning i 1921. I 1927 tilkom en banegårdsrestaurant med siddepladser til 700 gæster, som senere nedbrændte og ikke blev genopbygget.
Til langrend har Bjorli et løjpenet på mere end 80 kilometer med præparerede løjper. Den mest populære langrendsløjpe er Bakkeløypa, som er 3 km lang med start ved Bjorli Station. 2 kilometer af løjpenettet er lysløjpe med adkomst fra vejen til Bjorli flyveplads, og har anlæg til produktion af kunstsne. Der er også et afgrænset børneområde med to lifter.

## Erhvervsliv
I nærheden af Bjorli ligger de gamle bjergarbejdspladser Lesjaverk og Lesja Verk Gård, hvor der i årene 1660 til 1812 blev udvundet jern. De største miner ligger 1060 meter over havets overflade.

## Offentlig transport
Bjorli betjenes af Raumabanen, hvilket gør det nemt at nå for turister.

## Filmlokation
På grund af sit unikke bjergterræn er Bjorli blevet brugt som filmlokation i en scene i Harry Potter-filmen Harry Potter og Halvblodsprinsen fra 2009.